# Гульбакча
 Гульбакча  — деревня в Альметьевском районе Татарстана. Входит в состав Старомихайловского сельского поселения.

## География
Находится в юго-восточной части Татарстана на расстоянии приблизительно 15 км на северо-восток по прямой от районного центра города Альметьевск.

## История
Основана в 1922 году переселенцами из села Ямашурма (ныне Высокогорского района). Работал колхозы им. Ленина, «Комбайн», «Зай». В 1976 году в поселке сгорело на пожаре 20 домов, жители начали разъезжаться. В начале 1980-х годов поселок опустел. Ныне развивается как дачный поселок

## Население
В 1930 году здесь был учтен 201 житель (36 дворов), 1933—277, в 1943—146 (34 двора), 1952 — 40 дворов. Постоянных жителей было: в 2002 — 0, 1 в 2010.